# Ordem executiva 9066
A Ordem Executiva 9066 foi uma ordem executiva presidencial dos Estados Unidos assinada e emitida durante a Segunda Guerra Mundial pelo presidente dos Estados Unidos, Franklin D. Roosevelt, em 19 de fevereiro de 1942. Esta ordem autorizou o secretário de guerra a prescrever certas áreas como zonas militares, abrindo caminho para o encarceramento de quase todos os 120 000 nipo-americanos durante a guerra. Dois terços deles eram cidadãos norte-americanos, nascidos e criados nos Estados Unidos.
Notavelmente, muito mais americanos de ascendência asiática foram internados à força do que americanos de ascendência europeia, tanto no total quanto em parte de suas populações relativas. Os relativamente poucos alemães e ítalo-americanos que foram enviados para campos de concentração durante a guerra foram enviados de acordo com as disposições da Proclamação Presidencial 2526 e da Lei do Inimigo Estrangeiro, parte da Lei de Alienação e Sedição de 1798.